# Cora de Lió
La Cora de Lió és una escultura grega de marbre procedent del Pentèlic, que representa el bust d'una jove del tipus cora (kore), conservada ara al Museu de Belles Arts de la ciutat francesa de Lió. Procedent de l'Acròpoli d'Atenes, es remunta a la dècada del 540 abans de la nostra era. Considerada la peça central del departament d'antiguitats del museu, l'estàtua fou adquirida entre 1808 i 1810.
L'escultura és fragmentària: el bust es conserva a Lió (número d'inventari H 1993), mentre que la part inferior i alguns fragments del braç esquerre es conserven al Museu de l'Acròpoli d'Atenes (número d'inventari Acr. 269). Després d'una sèrie de comparances, la connexió entre els fragments l'establí definitivament al 1935 Humfry Payne.
Fou una de les moltes cores de l'Acròpoli d'Atenes descobertes durant la construcció de l'antic Museu de l'Acròpoli, al dipòsit dels perses (Perserschutt), una capa de destrucció pertanyent a les guerres mèdiques que encloïa material des del 570 abans de la nostra era fins a finals d'aquest segle. És el primer exemple de la influència jònica que entrà en l'escultura àtica a la segona meitat del segle vi ae, i el primer ús del vestit jònic a l'Àtica. La Cora de Lió pertany a la generació posterior a la cora més antiga descoberta a l'Acròpoli, catalogada com a Acròpoli 593, i representa el començament de la nova fase de l'escultura àtica que s'inicia en el tercer quart del segle vi ae.
S'ha suggerit que potser tenia una funció arquitectònica de cariàtide o una funció votiva.

## Descripció
Característica del seu tipus, la Cora de Lió és una escultura de marbre pentèlic que fa 64 cm d'alçada, 36 cm d'amplada i 24 cm de profunditat. Representa el bust d'una jove majestuosa, que sosté una ofrena amb el seu pit, un ocell, identificat per alguns com un colom. L'escultura era pintada. Influenciada per l'art de la costa jònica, vesteix un quitó i un himàcion.

### Problemes d'identificació
Bernard de Montfaucon l'havia considerada una estàtua egípcia a la primeria del segle xviii. Aquesta teoria fou aviat descartada, però se'n discutia la identificació: hi havia qui hi veia una "Isis gal·la", i d'altres una "Venus arcaica". A més a més, altres identificacions incloïen una Afrodita jònica, una Atena o l'Astarte de Sidó de Pafos, assimilada a Afrodita. El 1923, Henri Lechat publicà un inventari de la col·lecció de motles de la Universitat Lumière-Lió II, en què va descriure l'estàtua com "la part superior d'una estàtua d'Afrodita […] vestida en estil jònic […] una cora, específicament una dea pel polos al cap i identificada com a Afrodita per la seua mà dreta". Pane va refutar aquesta hipòtesi, argumentant que els polos no són estrictament un atribut diví i va reformular la hipòtesi que era una cariàtide a causa d'un forat present a la part de dalt del cap per a la fixació d'una espiga, o una estàtua d'ofrena per la seua petita grandària.

### Jònic o àtic?
L'estàtua té l'estructura compacta i robusta típica d'aquest període a l'Àtica i es remunta a la Dea de Berlín (Museu de Pèrgam, SK 1800, primer quart del segle vi ae). Les característiques jòniques són clares, sobretot el vestit, un quitó de mànigues llargues i un himàcion pres en diagonal sobre una espatla. En l'escultura i la ceràmica de figures negres àtiques, les dones usaven els pèplum dòrics sense mànigues, sobre un quitó lleuger; i l'himàcion, quan és present, s'immobilitza en totes dues espatles. L'única representació arcaica de l'Àtica que duu el quitó sense pèplum és la Dea de Berlín, però duu l'himàcion de la manera tradicional simètrica. A Jònia, en canvi, l'himàcion diagonal està molt ben testificat des del segon quart del segle vi ae. Un altre element estilístic de la Cora de Lió és la corba de l'himacion sobre les natges que no és imitada posteriorment pels escultors àtics, però que és prou freqüent en la pintura d'atuells contemporanis i en l'escultura de marbre de l'Orient grec.

#### Sincretisme estilístic
Aquestes diferents influències (jòniques i atenenques) fan que encara hui no siga pas possible la identificació de l'estàtua. D'acord amb alguns criteris estilístics i tècnics, l'estàtua pertanyeria a l'escultura àtica del període arcaic (cabell gruixut, mentó retret, ulls ametlats), mentre sofreix una influència jònica (arredoniment cisellat, línies facials assuavides) que augmenta a la fi del segle VI abans de la nostra era. S'ha de tenir en compte, però, que els elements jònics hi són majoritaris, en particular el quitó de màniga llarga típicament jònic, l'himàcion jònic i els polos decorats amb flors de lotus i palmetes. El material, però, marbre del nord d'Atenes i la rigorosa composició, resolen la qüestió a favor d'un origen àtic.
La Cora de Lió evidencia un sincretisme estilístic. Les proporcions vacil·lants, la robustesa rígida i incòmoda, i els detalls no realistes, permeten que l'estàtua es puga datar del període arcaic "madur", al voltant del 550-540 ae.

### Funció
La qüestió de la funció arquitectònica de la Cora de Lió la va resoldre Brunilde Sismondo Ridgway al 1986; la part superior dels polos té algunes característiques típiques de les cariàtides, que Payne no va observar, sinó només amb motles enviats a Atenes. L'escultura té una osca a la banda de dalt a manera d'espiga, que recolza la teoria d'un paper arquitectònic. Un altre element que li dona funció arquitectònica és la inversió de himàcion diagonal, típic de parells reflectits en lloc de treballs aïllats. A més a més, l'origen de la influència jònica detectada en l'estil de l'obra coincideix amb l'origen proper a l'Orient de la cariàtide com a característica arquitectònica. D'altra banda, la cora és molt menuda, i només cabria com a cariàtide d'un petit naiskos o una entrada secundària, i fins i tot així s'hauria d'haver col·locat a la part alta d'un podi.(3) Per tant, no es pot excloure una funció d'ofrena.

## Història

### Primers esments i adquisició del Louvre
Es desconeix com va arribar l'escultura des de Grècia al sud de l'estat francés. És possible que la dugués un aristòcrata del segle xvii en un Grand Tour, el viatge que feien els joves de les classes altes europees per a completar la seua educació, basada aleshores en l'estudi del grec i del llatí. Abans de la connexió dels fragments de l'Acròpoli amb el tors en el Museu de Lió, l'anomenaven l'Afrodita de Marsella i l'esmentà per primera vegada al 1719 Montfaucon en el segon volum de L'Antiquité expliquée, en què deia que s'havia guardat en "el gabinet de Monsieur [Laurent] Gravier de Marsella" i la va descriure com a pertanyent a l'estil egipci, amb un mussol a la mà dreta. Més tard, se'n publicaren dades no verificades, que afirmaven que la ciutat de Marsella era el lloc del descobriment, una afirmació que semblava plausible perquè l'antiga Massalia era una antiga colònia de la ciutat jònica de Focea, fundada l'any 600 abans de la nostra era. Sembla, segons Henri Lechat, haver estat part de la col·lecció Tempier of Nîmes, venuda per un comerciant d'antiguitats de Lió anomenat Mercier al desembre del 1810 per al naixent museu local. Lechat declarà que era "grec, d'Àsia Menor".(7) Segons altres fonts, el Museu de Belles Arts de Lió adquirí l'estàtua de la col·lecció de Monsieur Pinochi de Nîmes. A partir d'aquest període, l'estàtua estava incompleta: li mancava el braç esquerre i les cames. La kore és present en el catàleg del Museu de Lió des del 1816. Els polos al cap i el colom es consideraven evidència suficient per a identificar l'estàtua com una representació d'Afrodita i la presència de l'himàcion diagonal dugué a la conclusió que l'estàtua era jònica.

### Fragments reunits
Més tard, la recerca de Humfry Payne, de l'Escola Britànica d'Atenes, dugué al redescobriment de la part inferior d'una estàtua que pensava que corresponia a l'Afrodita amb el colom (nom amb què es coneixia aleshores l'estàtua). Un elenc de Korai creat a petició de Payne confirmà aquesta hipòtesi. Fins i tot n'identificà fragments de cabells i, el més important, del braç esquerre en els bocins no inventariats del Museu de l'Acròpoli. Els fragments es van aplegar a la fi de la dècada dels 1930 per a reconstruir l'estàtua, que es va identificar definitivament com una cora de l'Acròpoli d'Atenes.

### Restauració
El fragment principal de Lió, la part de dalt de la cora (kore), es va complementar amb motles dels fragments del Museu d'Atenes fins al 1994. Aquests elements s'eliminaren seguint "un principi museològic que desitjava, en nom de la veritat arqueològica, mostrar el veritable material que es posseïa, sense ús de dispositius de representació, com ara completar l'escultura amb altres materials, guix en aquest cas, com si fos un substitut de la veritat", com expressà el professor Jean-Claude Mossière, soci per a l'estudi de la Grècia antiga i contemporània de l'Escola Francesa d'Atenes.(7) A diferència del Museu de Lió, el de l'Acròpoli optà per presentar els bocins que en posseeix amb un motle de guix de la part de dalt.(7)